# Cumminsiella mirabilissima
Cumminsiella mirabilissima, auch Mahonien-Rost genannt, ist eine Ständerpilzart aus der Ordnung der Rostpilze (Pucciniales). Der Pilz ist ein Endoparasit von Mahonien. Symptome des Befalls durch die Art sind Rostflecken und Pusteln auf den Blattoberflächen der Wirtspflanzen. Sie ist in Nordamerika und Europa verbreitet.

## Merkmale

### Makroskopische Merkmale
Cumminsiella mirabilissima ist mit bloßem Auge nur anhand der auf der Oberfläche des Wirtes hervortretenden Sporenlager zu erkennen. Sie wachsen in Nestern, die als gelbliche bis braune Flecken und Pusteln auf den Blattoberflächen erscheinen.

### Mikroskopische Merkmale
Das Myzel von Cumminsiella mirabilissima wächst wie bei allen Puccinia-Arten interzellulär und bildet Saugfäden, die in das Speichergewebe des Wirtes wachsen. Ihre Spermogonien wachsen oberseitig auf den Wirtsblättern und sind orange. Die überwiegend blattunterseitig wachsenden Aecien der Art sind zylindrisch und gelb und befinden sich auf schwarzgrünen Flecken. Ihre hellorangen Aeciosporen sind 17–24 × 15–21 µm groß, eckig-kugelig bis eiförmig und fein stachelwarzig. Die blattunterseitig wachsenden Uredien des Pilzes sind hellbraun und kompakt. Ihre hellbraunen Uredosporen sind annähernd kugelig bis birnenförmig, 22–38 × 16–24 µm groß und stachelwarzig. Die oft aus den Uredien entstehenden Telien der Art sind schwarzbraun und elliptisch bis länglich. Die hyalinen bis dunkel pigmentierten Teliosporen sind zweizellig, vierwandig, in der Regel ellipsoid bis langellipsoid und tailliert und 30–36 × 20–25 µm groß. Ihre Stiele sind farblos und bis zu 200 µm lang.

## Verbreitung
Das bekannte Verbreitungsgebiet von Cumminsiella mirabilissima stammt ursprünglich aus Nordamerika und wurde Anfang des 20. Jahrhunderts in Europa vom Menschen eingeführt. Man findet sie häufig in Parks auf gepflanzten Mahonien.

## Ökologie
Die Wirtspflanzen von Cumminsiella mirabilissima sind Mahonien (Mahonia spp.). Der Pilz ernährt sich von den im Speichergewebe der Pflanzen vorhandenen Nährstoffen, seine Sporenlager brechen später durch die Blattoberfläche und setzen Sporen frei. Die Art verfügt über einen Entwicklungszyklus mit Aecien, Spermogonien, Telien und Uredien und macht keinen Wirtswechsel durch.